# Pontiac T1000
Der Pontiac T1000 war ein vom amerikanischen Autohersteller Pontiac von 1981 bis 1987 hergestelltes Automobil.
Er war ein bis auf die Embleme mit der Chevrolet Chevette baugleicher Kleinwagen auf der bei Opel entwickelten T-Plattform von General Motors. Ein ähnliches Fahrzeug mit Schrägheck und Heckklappe gab es als Opel Kadett City.
In Kanada wurde er als Pontiac Acadian verkauft.

## Geschichte nach Modelljahren

### 1981
Im Februar wird der T1000 als drei- und fünftürige Kombilimousine mit 71 PS starkem 1,6-Liter-Vierzylinder eingeführt. Es gibt nur eine Ausstattungsstufe, ein der Chevette Scooter entsprechendes, spartanisch ausgestattetes Basismodell bietet Pontiac nicht an. Serienmäßig ist ein Vierganggetriebe, den Fünftürer auf längerem Radstand gibt es a.W. auch mit fünf Gängen, alle Varianten auch mit Dreigangautomatik.

### 1982
Der gerade erst vorgestellte T1000 erfährt keine Änderungen.

### 1983
Offizielle Umbenennung in Pontiac 1000, das "T" in der Bezeichnung entfällt. Als neue Extras sind Sportzierstreifen, Luxus-Interieur und Gepäckbrücke lieferbar. Eine Dieselvariante wird angekündigt, aber nicht produziert.

### 1984
Neu ins Programm kommt ein Sport-Paket, das Heckspoiler, Sport-Außenrückspiegel, Sportlenkrad und ein härter abgestimmtes Fahrwerk umfasst.

### 1985
Das Fünfganggetriebe wird auch für den Dreitürer lieferbar, dazu gibt es neue Farben für Karosserie und Innenraum.

### 1986
Das Sportpaket umfasst jetzt Stabilisatoren vorne und hinten, Aluminiumräder, Sportrückspiegel und Zierstreifen. Ansonsten gab es keine Änderungen.

### 1987
Auslaufende Produktion, keine Änderungen.

## Stückzahlen
- 1981: 70.194
- 1982: 44.469
- 1983: 25.977
- 1984: 36.746
- 1985: 16.863
- 1986: 21.689
- 1987: 5.628

Summe: 221.566